# 예진 (1967년)
예진(1967년 8월 21일 ~ )은 대한민국의 가수이다. 현재 여수 세계 박람회의 홍보 대사 활동을 하고 있다.